# Мелодии и ритмы зарубежной эстрады
«Мело́дии и ри́тмы зарубе́жной эстра́ды» — музыкальная телевизионная программа, выпускавшаяся Главной редакцией музыкальных программ ЦТ СССР (в первые годы — ЦТ и радио), посвященная зарубежной музыке, определяемой как «эстрадной». Выходила в эфир 8 лет — с 13 марта 1976 года по 28 октября 1984 года. Точное название «Мелодии и ритмы зарубежной эстрады» появилось в выпуске 2 июля 1977 года. Согласно телепрограмме, за эти годы насчитывается около 70 передач. В другие годы выпускались «Концерты артистов зарубежной эстрады» и им подобные. Новогодние концерты с участием зарубежных исполнителей, в конце праздничного ночного телеэфира 1 января, выходили под разными названиями и ассоциировались с передачей «Мелодии и ритмы зарубежной эстрады», хотя непосредственно выпусками её не являлись (в них не было традиционной заставки со скрипичным ключом, они не озвучивались диктором).
Постоянным ведущим был диктор ЦТ Борис Вассин.
В разные годы программа выходила от 5 до 12 раз в течение года без какой-либо периодичности, начиналась в пятницу, субботу или воскресенье около 22—23 часов и длилась около 1 часа. Обычно в неё входили несколько блоков из разных концертов и телепрограмм. В соответствии с идеологией советского государства, подразделялась на выступления исполнителей из социалистических (полученные по каналам «Интервидения») и капиталистических стран (полученные по каналам «Евровидения»). Благодаря обязательному согласованию с художественными советами, в программу были включены некоторые выступления исполнителей высокого сценического и артистического мастерства (например, Джо Дассена, Кати Ковач, Мирей Матьё, Далиды, Рафаэллы Карра, Демиса Руссоса, Збигнева Водецкого, Орнеллы Ванони, Джерри Малигана и др.), в ней к минимуму сводились проявления агрессивности, сексуальности, явной коммерческой направленности. Часто в программу включались выступления, состоявшиеся несколько лет назад.

## История
В 1974—1975 годах фирмой «Мелодия» были выпущены три пластинки «Мелодии и ритмы» (зарубежной эстрады), это название закрепилось у слушателей и стало прообразом будущей телепередачи.
В программе «Мелодии и ритмы зарубежной эстрады», часто — впервые в СССР, были показаны выступления Клиффа Ричарда, Аманды Лир, Далиды, Сюзи Кватро, Джо Дассена, Мирей Матье, Риккардо Фольи, Хулио Иглесиаса, Демиса Руссоса, Рафаэллы Карра, Тото Кутуньо, Сальваторе Адамо, Африка Симона, Адриано Челентано, братьев Гибсон, групп АББА и «Бони М» (обе в 1978, выступления в программе ТВ ГДР «Пёстрый котёл»), «Чили», «Ирапшн», «Бель Эпок», «Смоуки», «Баккара», «Пуссикэт», «Матиа Базар», «Рикки э повери», многочисленных исполнителей из социалистических стран, обретших популярность в СССР. Затем сложилась практика освещения определённых фестивалей (фестиваль шлягеров в Дрездене (ГДР), конкурса песни «Евровидение», итальянских фестивалей в Сан-Ремо, Сен-Венсане, японского фестиваля лёгкой музыки в Токио и др.) и концертов (большое количество выступлений из программы ТВ ГДР «Пёстрый котёл», ТВ ЧССР «Телеварьете» и других телепрограмм социалистических стран, выступления звёзд в парижской «Олимпии», «Томми поп-шоу», а затем — «Петерс поп-шоу» из ФРГ). Одним из лучших выпусков стала программа, целиком посвящённая памяти Джо Дассена (единственный сохранившийся в архивах выпуск), вышедшая в эфир 9 января 1982 года.
Одним из символов празднования Нового года в СССР в конце 1970-х — середине 1980-х стали новогодние концерты, которые начинались после 3—4 часов утра. Они состояли примерно из полутора десятка танцевальных композиций, включавших в обязательном порядке выступления Балета телевидения ГДР (Deutsches Fernsehballett) и берлинского балета Фридрихштадтпаласта.
Для советских телезрителей программа была одной из возможностей увидеть тенденции мировой популярной музыки, моды и т. п.
С началом перестройки программа прекратила своё существование, в 1985 году выпускались «Концерты артистов зарубежной эстрады», а в 1986—1987 годах выходили «Ритмы планеты» в несколько более современном варианте, однако по содержанию практически идентичные старым «Мелодиям и ритмам зарубежной эстрады».

## Показы программы в Пасху
В постсоветское время в России распространилось мнение о том, что «Мелодии и ритмы зарубежной эстрады» якобы показывали в пасхальную ночь каждый год, дабы отвлечь молодежь от религии, однако такие показы были лишь три раза, 9 апреля 1977, 29 апреля 1978 и 21 апреля 1979 года, программа действительно выходила в эфир поздно вечером перед Пасхой, но в другие годы ничего подобного не было, специальных документов телевидения, подтверждающих такую цель выпуска передачи нет.